# Antextbild
Als Antextbild wird bei Fernsehnachrichten eine Szene genannt, bei der eine interviewte Person außerhalb der Interviewsituation bei einer neutralen Handlung gezeigt wird. Dies kann bei Politikern z. B. das Entlanggehen auf einem Gehweg oder Gang oder – zumeist bei Wissenschaftlern – das Blättern in einem Buch sein. Es ist dabei wichtig, dass die Person in der letzten Einstellung des Antextbildes nicht mehr zu sehen ist. Dies wird dann als „neutrales Bild“ bezeichnet.
Ziel des Einspielers ist, ein mitunter unangenehmes „Hineinspringen“ der Person ins Bild zu verhindern.